# Imma rugosalis
Imma rugosalis is een vlinder uit de familie van de Immidae. De wetenschappelijke naam van de soort is voor het eerst geldig gepubliceerd in 1858 door Francis Walker.